# Séminaire Saint-Sulpice de Hué
Le séminaire de Hué est un des sept séminaires du Viêt Nam. Il se trouve à Hué et accueille les étudiants séminaristes originaires de l'archidiocèse de Hué, ainsi que des diocèses de Kontum, de Danang et de Hung Hoa (pour partie).

## Historique
Le grand séminaire de Hué ouvre en 1962 sur la base d'un séminaire précédent fondé au XVIIIe siècle par Mgr Elzéar des Achards de La Baume (1679-1741). Il est dirigé par les Missions étrangères de Paris.
Cependant lorsque le Nord Viêt Nam envahit le Sud Viêt Nam en 1975, le séminaire doit fermer. Il obtient l'autorisation des autorités gouvernementales d'ouvrir à nouveau le 22 novembre 1994 et d'accueillir des étudiants originaires du diocèse de Kontum depuis 1998. Il est alors confié à la Compagnie des Prêtres de Saint-Sulpice.